# Balsa Larga
Balsa Larga är en ort i Mexiko.   Den ligger i kommunen Omealca och delstaten Veracruz, i den sydöstra delen av landet, 260 km öster om huvudstaden Mexico City. Balsa Larga ligger 364 meter över havet och antalet invånare är 520.
Terrängen runt Balsa Larga är varierad. Runt Balsa Larga är det ganska tätbefolkat, med 100 invånare per kvadratkilometer. Närmaste större samhälle är Cuitláhuac, 11,5 km norr om Balsa Larga. I omgivningarna runt Balsa Larga växer i huvudsak städsegrön lövskog.